# Sinh địa hóa học

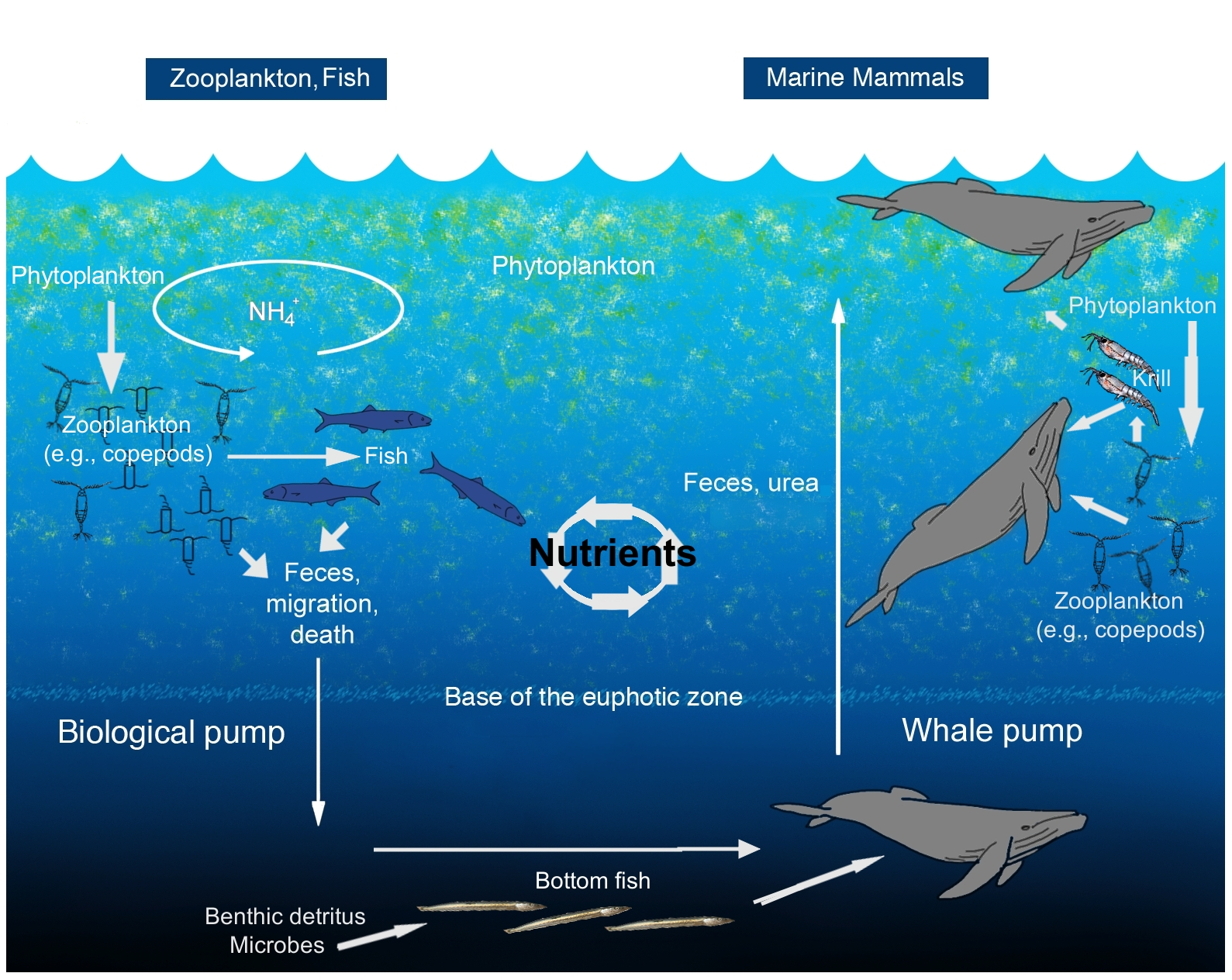
Hình minh họa máy bơm của cá voi đại dương cho thấy cách cá voi luân chuyển chất dinh dưỡng qua cột nước.

Sinh địa hóa học là ngành khoa học nghiên cứu các quá trình và phản ứng hóa học, vật lý, địa chất và sinh học chi phối thành phần của môi trường tự nhiên (gồm sinh quyển, băng quyển, thủy quyển, thổ quyển, khí quyển và thạch quyển). Cụ thể, sinh địa hóa học nghiên cứu các chu trình của các nguyên tố hóa học, ví dụ như cacbon và Nitơ, và những phản ứng của chúng với và kết hợp thành sinh vật sống được vận chuyển thôn qua các hệ thống sinh học trên quy mô Trái Đất trong không gian qua thời gian. Lĩnh vực này tập trung vào các chu trình hóa học được phát động hoặc bị ảnh hưởng bởi các hoạt động sinh học. Đặc biệt nhấn mạnh vào việc nghiên cứu các chu trình cacbon, nito, lưu huỳnh, và phosphor. Sinh địa hóa học là ngành khoa học hệ thống liên quan chặt chẽ tới sinh thái học hệ thống.

## Phát triển ban đầu
Nhà hồ học và địa hóa học người Mỹ G. Evelyn Hutchinson được coi là người phác thảo phạm vi và nguyên lý của lĩnh vực mới này. Gần đây hơn, các nguyên tố cơ bản của ngành sinh địa hóa học được phát biểu lại và làm phổ biến bởi nhà văn và nhà khoa học người Anh, James Lovelock, dưới cái tên Giả thuyết Gaia. Lovelock nhấn mạnh khái niệm rằng các quy trình sự sống điều hòa Trái Đất thông qua cơ chế phản hồi để giữ nó có thể ở được.

## Xuất bản phẩm và sách tiêu biểu
- Vladimir I. Vernadsky, 2007, Essays on Geochemistry & the Biosphere, tr. Olga Barash, Santa Fe, NM, Synergetic Press, ISBN 0-907791-36-0 (originally published in Russian in 1924)
- Schlesinger, W. H. 1997. Biogeochemistry: An Analysis of Global Change, 2nd edition. Academic Press, San Diego, Calif. ISBN 0-12-625155-X.
- Schlesinger, W.H., 2005. Biogeochemistry. Vol. 8 in: Treatise on Geochemistry. Elsevier Science. ISBN 0-08-044642-6
- Vladimir N. Bashkin, 2002, Modern Biogeochemistry. Kluwer, ISBN 1-4020-0992-5.
- Samuel S. Butcher et al. (Eds.), 1992, Global Biogeochemical Cycles. Academic, ISBN 0-12-147685-5.
- Susan M. Libes, 1992, Introduction to Marine Biogeochemistry. Wiley, ISBN 0-471-50946-9.
- Dmitrii Malyuga, 1995, Biogeochemical Methods of Prospecting. Springer, ISBN 978-0-306-10682-8.
- Global Biogeochemical Cycles. A journal published by the American Geophysical Union.
- Cullen, Jay T.; McAlister, Jason (2017). "Chapter 2. Biogeochemistry of Lead. Its Release to the Environment and Chemical Speciation". Trong Astrid, S.; Helmut, S.; Sigel, R. K. O. (biên tập). Lead: Its Effects on Environment and Health. Metal Ions in Life Sciences. Quyển 17. de Gruyter. doi:10.1515/9783110434330-002.
- Woolman, T. A., & John, C. Y., 2013, An Analysis of the Use of Predictive Modeling with Business Intelligence Systems for Exploration of Precious Metals Using Biogeochemical Data. International Journal of Business Intelligence Research (IJBIR), 4(2), 39-53.v .
- Biogeochemistry . A journal published by Springer.